# Soi primaire
Le soi primaire est l'état originel du soi, un concept de Michael Fordham.
Il le décrit comme l'état psycho-sensori-moteur du nouveau-né (voire du fœtus intra-utero en fin de grossesse), un état d'homéostasie indifférenciée : il n'y a pas de différenciation entre moi et non-moi, entre l'interne et l'externe, entre différentes composantes du monde interne. C'est cet état qu'il a nommé soi primaire, faisant ainsi référence au concept jungien du soi, archétype de la totalité. Il a travaillé sur ce modèle dès 1947.
Cet état psycho-corporelle du nouveau-né est un état intégré et destiné à se perdre lors des phases de dé-intégration, phases où l'équilibre homéostatique caractéristique du soi primaire se perd, et où les dynamiques archétypes se mobilisent, permettant au bébé d'entrer en relation avec le monde extérieur alors partiellement perçu comme tel. Le processus de différenciation du monde intérieur se déroule aussi durant cette phase. L'alternance de phases de dé-intégration et de ré-intégration permet la constitution progressive d'un psychisme différencié du bébé.